# 王奇 (1923年)
王奇（1923年12月25日—2011年5月4日），男，满族，新疆奇台人，中华人民共和国政治人物，曾任民革中央常委，第七届全国政协委员，第八届全国政协委员。